# Zastava Južne Koreje
Zastava Južne Koreje, znana tudi pod imenom Taegukgi, ima tri dele: belo pravokotno podlago, rdeče-moder krog v sredi in štiri črne trigrame. Zastave, podobne sedanjemu Taegeukgiju, so v času japonske vladavine uporabljali kot državno zastavo Koreje pod dinastijo Joseon, Korejsko cesarstvo in korejska vlada v izgnanstvu. Južna Koreja je Taegukgi sprejela za svojo nacionalno zastavo, ko je 15. avgusta 1948 postala neodvisna od Japonske.

## Simbolika
Podlaga zastave je bela, ki je tradicionalna barva v korejski kulturi. Bela je bila pogosta pri vsakdanjih oblekah Korejcev v 19. stoletju in se še vedno pojavlja v sodobnih različicah tradicionalnih korejskih oblačil, kot je hanbok. Barva predstavlja mir in čistost.
Krog v središču zastave predstavlja ravnovesje v vesolju, kot jing in jang. Rdeča polovica predstavlja pozitivne kozmične sile, modra polovica pa nasprotne negativne kozmične sile.
Trigrami skupaj predstavljajo gibanje in harmonijo kot temeljni principi. Vsak trigram (hangeul: 괘 [gwae]; hanja: 卦) predstavlja enega od štirih klasičnih elementov, kot je opisano spodaj:
- ☰ = nebo, pomlad, vzhod, vrline
- ☷ = država, poletje, zahod, pravičnost
- ☲ = sonce, jesen, jug, vljudnost
- ☵ = luna, zima, sever, znanje ali modrost

## Specifikacije

### Barve
| Scheme | Munsell      | CIE (x, y, Y)        | Panton     | Hex     |
| ------ | ------------ | -------------------- | ---------- | ------- |
| Bela   | N 9.5        | /                    | /          | #FFFFFF |
| Rdeča  | 6.0R 4.5/14  | 0.5640, 0.3194, 15.3 | 186 Coated | #CD2E3A |
| Modra  | 5.0PB 3.0/12 | 0.1556, 0.1354, 6.5  | 294 Coated | #0047A0 |
| Črna   | N 0.5        | /                    | /          | #000000 |